# Taquaril (Belo Horizonte)
Taquaril é um bairro situado na região leste do município de Belo Horizonte. É um dos bairros mais altos cercado por muita vegetação e pela Serra do Curral, têm uma visão privilegiada de toda a cidade e com um clima natural bastante agradável. 
Em meados de 1986 quando um político através de ações legais, disponibilizou parte da região para ser habitada por pessoas em sua grande maioria vindas de bairros vizinhos e do interior do estado.
Embora ainda existam problemas sociais a resolver há uma progressiva melhora a cada ano no bairro, com melhorias estruturais com novas ruas asfaltadas, esgoto drenado, água, luz e internet de fibra óptica sendo implantada em todo o bairro, estruturação da Praça Che Guevara, e duas escolas infantil EMEI da prefeitura de Belo horizonte, os colégios municipais Professora Alcida Torres e Fernando Dias Costas, além do Projeto Providência, que é um grande aliado na educação para crianças e adolescentes. 
Situada na estrada velha de Nova Lima, está o Minas Tênis Country Clube  a 6 km da Savassi. Em 2002, a Secretaria de Meio Ambiente e Desenvolvimento Sustentável de Minas Gerais e o Instituto Estadual de Florestas (IEF) reconheceram o Minas Country como Reserva Particular de Patrimônio Natural (RPPN). Na mesma estrada está localizado a Creche Sagrada Família que acompanha crianças de um a cinco anos de idade e em outra parte do bairro estão as Creches Nossa Senhora Perpetuo Socorro junto com Centro Pastoral Santo Arnaldo Janssen e a Unidade Castanheiras, em Sabará tudo coordenado pela Obra Social da Paróquia São Gabriel
No bairro fica localizado o Museu do Taquaril.